# آکف اسلام‌زاده
آکف اسلام‌زاده (به ترکی آذربایجانی: Akif İslamzadə) خوانندهٔ معروف اهل جمهوری آذربایجان است.

## زندگی‌نامه
آکف اسلام‌زاده در سال ۱۹۴۸ در باکو زاده شد. وی در سال ۱۹۷۹ در رشته حسابداری دانشگاه دولتی اقتصاد آذربایجان فارغ‌التحصیل شد. در سال ۱۹۷۲، به کارنامهٔ آوازخوانی خود در تئاتر موسیقی «رشید بهبودوف» شروع کرد. در سال ۱۹۷۶، در ارکستر سمفنیک «توفیق احمدف» در سازمان صدا و سیمای آذربایجان آغاز به کار نمود.
بین سال‌های ۱۹۹۱–۹۲، ریاست اداره کل فرهنگ شهر باکو را بر عهده داشت. از معروف‌ترین ترانههایی که وی خوانده‌است، می‌توان «ساری گلین» و «بو گئجه» را برشمرد؛ ولی پس از مدتی بروز مشکل در صدای وی نه تنها آکیف اسلامزاده را از نوازندگی بازداشت، بلکه در حرف زدنش نیز مشکلاتی ایجاد کرد.

## جوایز
وی جوایز رئیس‌جمهوری را به ترتیب در ۶ مه سال ۲۰۱۶، ۱ مه سال ۲۰۱۷ و ۹ مه سال ۲۰۱۸ اخذ نموده‌است.